# 大南街道 (温州市)
大南街道是中华人民共和国浙江省温州市鹿城区下辖的一个街道办事处。
2015年8月15日，温州市人民政府批复同意调整五马街道管辖范围，增设大南街道。

## 行政区划
大南街道下辖以下村级行政区划单位：
花柳塘社区、虞师里社区、马鞍池社区、双莲桥社区、白鹿洲社区、山前街社区和荷花社区。